# Font d'en Xameques
La Font d'en Xameca és una obra de Roses (Alt Empordà) inclosa a l'Inventari del Patrimoni Arquitectònic de Catalunya. Font pública situada al nucli urbà, al costat de tramuntana de la plaça Sant Pere, a la sortida del carrer Sant Isidre.

## Descripció
Es tracta d'una font d'obra, formada per un cos piramidal, rematat amb una esfera, sobre una base cúbica. La font està decorada amb un mosaic fet amb fragments de rajola. Les tessel·les, irregulars per haver estat obtingudes pel trencament de rajoles comuns, són de color groc, blau cel i blau fosc. La distribució de les tessel·les és en línies, d'un sol color, amb ondulacions en forma de creu o cercles.

## Història
Font projectada per Jaume Turró, "Xameques", artista de Roses reconegut per un estil pictòric molt personal.